# Brenda Benet
Brenda Benet, nata Brenda Ann Nelson (Los Angeles, 14 agosto 1945 – Los Angeles, 7 aprile 1982), è stata un'attrice statunitense nota per i ruoli delle soap opera The Young Marrieds (1965) e Il tempo della nostra vita (1979–1982). Ha interpretato anche un ruolo in un episodio de Gli eroi di Hogan nel 1970.

## Biografia
Brenda Ann Nelson nacque a Los Angeles e crebbe a South Gate, sempre in California.
Debuttò nel 1964 nel varietà Shindig! e nella soap opera The Young Marrieds. Negli anni sessanta e settanta proseguì la carriera di attrice sia in TV che al cinema; apparve, tra l'altro, nel film Un duro per la legge (1973). 
In particolare divenne celebre per aver interpretato il personaggio di Lee Dumonde nella soap opera Il tempo della nostra vita dal 1979 fino alla sua morte.

### Vita privata
Nel 1967 si sposò per la prima volta con l'attore Paul Petersen. Il matrimonio durò fino al 1970 e nel 1971 sposò l'attore e regista Bill Bixby, da cui ebbe un figlio nel 1974. 
Nel 1980 intraprese una relazione omosessuale con l'allora diciassettenne Tammy Bruce, futura opinionista e conduttrice radiofonica. L'anno dopo il figlio Christopher, avuto dal precedente marito Bixby, morì a soli sei anni. Dopo questo triste avvenimento, l'attrice fu devastata da una grave depressione. All'età di 36 anni, nell'aprile 1982, morì suicida con arma da fuoco a Los Angeles.

## Filmografia parziale

### Cinema
- Beach Ball, regia di Lennie Weinrib (1965)
- Avventura in Oriente (Harum Scarum), regia di Gene Nelson (1965)
- Track of Thunder, regia di Joseph Kane (1967)
- Un duro per la legge (Walking Tall), regia di Phil Karlson (1973)

### Televisione
- Wendy and Me – serie TV, 2 episodi (1964-1965)
- The Young Marrieds – serie TV, 90 episodi (1965)
- Agenzia U.N.C.L.E. (The Girl from U.N.C.L.E.) – serie TV, episodio 1x02 (1965)
- Iron Horse – serie TV, episodio 1x22 (1967)
- Gli eroi di Hogan (Hogan's Heroes) – serie TV, 3 episodi (1968-1970)
- Love, American Style – serie TV, 3 episodi (1969-1972)
- Orrore a 12000 metri (The Horror at 37,000 Feet) – film TV (1973)
- Il tempo della nostra vita (Days of Our Lives) – serie TV, 298 episodi (1979-1982)